# Модерау, Марек

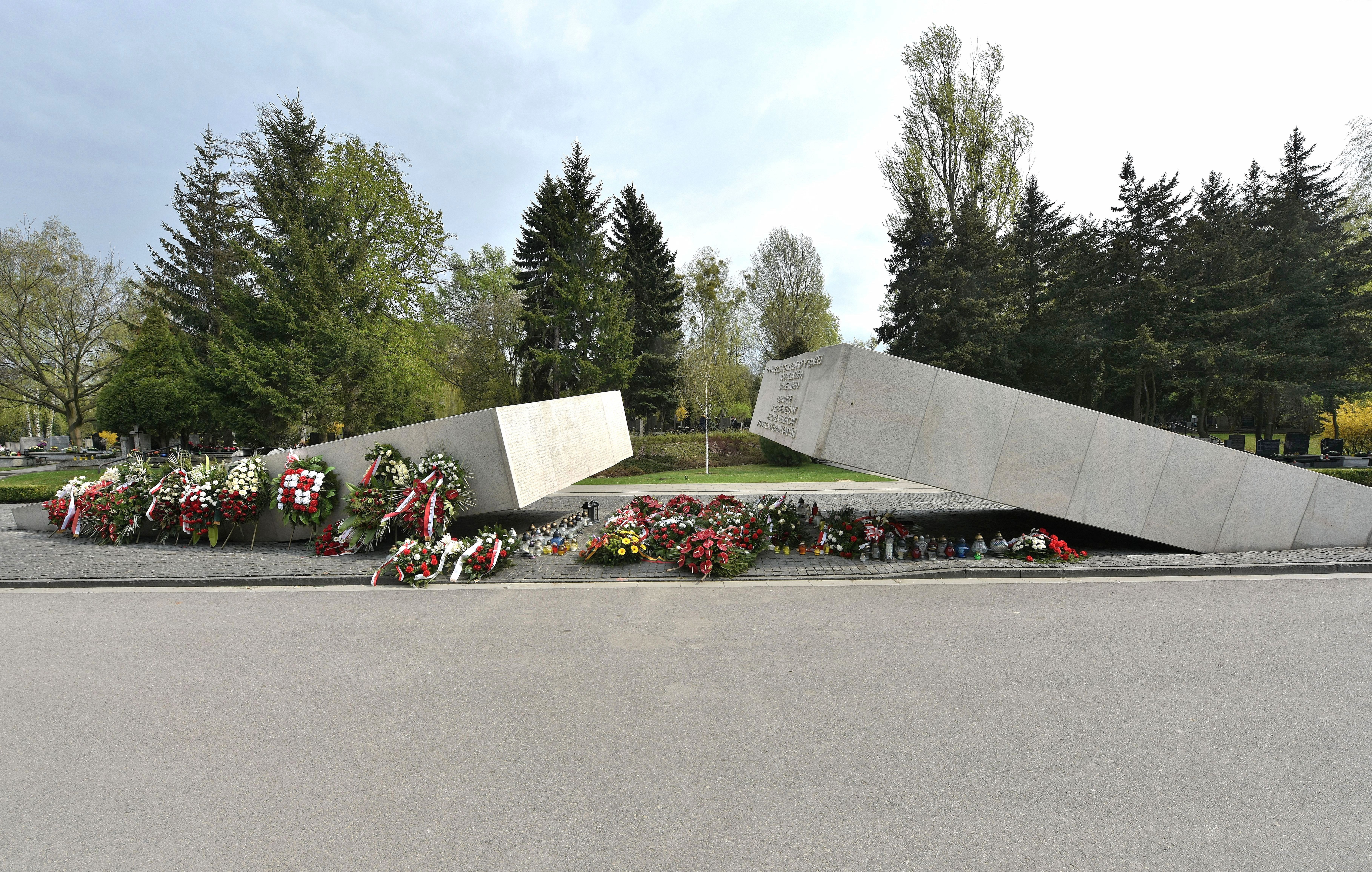
Памятник жертвам смоленской авиакатастрофы, Воинское кладбище Повонзки, Варшава, Польша

Ма́рек Модера́у (пол. Marek Moderau, р. 1953, Явожно, Польша) — польский скульптор, известен как автор вызвавшего обширную общественную дискуссию в Польше памятника 22 красноармейцам в Оссуве.

## Биография
В 1972 году Марек Модерау окончил Лицей изобразительных искусств в Кельце по специальности «скульптор». В 1982 году окончил факультет изобразительных искусств Университета имени Николая Коперника в Торуни. C 1984 года входит в «Stowarzyszenie KERAMOS» («Объединение KERAMOS») и в настоящее время участвует в персональных выставках.

## Творчество
- Памятник Жеготе — совместно с Ханной Шмаленберг[пол.];
- Могильный памятник лидерам Польского подпольного государства на Аллее заслуженных на варшавском воинском кладбище Повонзки[2];
- Памятник погибшим полякам на парижском кладбище Пер-Лашез[3];
- Памятник офицерам-грузинам, служившим в Войске Польском, который находится в парке Свободы возле Музея Варшавского восстания;
- Обелиск Рышарду Сивцу в Праге[4];
- Памятник 22 красноармейцам;
- Памятник жертвам смоленской авиакатастрофы на воинском кладбище Повонзки.